# Reserva Natural de Rumbi
A Reserva Natural de Rumbi é uma reserva natural localizada no condado de Järva, na Estónia.
A área da reserva natural é de 72 hectares.
A área protegida foi fundada em 2001 para proteger valiosos tipos de habitat e espécies ameaçadas na antiga freguesia de Käru.